# جريدة الأخبار المغربية
الأخبار جريدة يومية مغربية مستقلة ناطقة باللغة العربية تأسست يوم 12 نوفمبر. بعد بضعة أشهر من إصدار أول عدد منها أصبحت تعد الأكثر شهرة ومبيعا بالمغرب.

## مدير التحرير رشيد نيني
يعتبر رشيد نيني، المدير التحريري لجريدة الأخبار ومالكها، من أبرز الصحفيين بميدان الصحافة بالمغرب. وهو صحفي حصل على جائزة اتحاد كتاب المغرب للأدباء الشباب سنة 1993، وأصدر، على نفقته الخاصة، جريدة ناطقة بالعربية والفرنسية بعنوان «أوال» لم يكتب لها النجاح وكتب «يوميات مهاجر سري»، على شكل مذكرات أثناء مقامه في إسبانيا ما بين عامي 1997 و2000، فضلا عن نشره مقالات ونصوص مترجمة في مطبوعات خليجية. كما عمل بجريدة الصباح وقدم برنامج «نوستالجيا Nostalgia» بالقناة التلفزية دوزيم، ثم أسس بعد ذلك جريدة المساء في 18 سبتمبر 2006وحققت مبيعات ضخمة في جل أعدادها لكن بعد عام 2008، تم الحكم على يومية المساء ومديرها التحريري رشيد نيني بغرامة مالية قيمتها ستة ملايين درهم أي ما يعادل نحو 700 ألف دولار أمريكي في قضية تشهير. وجاء هذا الحكم بعد نشر الجريدة لمقال عن «حفل زواج للشواذ» في مدينة القصر الكبير شمال المغرب حيث زعمت الصحيفة أن شبكة من الشواذ جنسيا في المدينة تضم نائبا لوكيل الملك لم يكشف عن اسمه. ورغم الاعتذار الذي نشرته الصحيفة، فقد تقدم نواب وكيل الملك الأربعة بمدينة القصر الكبير بشكايات فردية ضد المساء بتهمة التشهير والقذف.

## سجن رشيد نيني
في 9 من يونيو 2011، أعلنت المحكمة الابتدائية بالدار البيضاء حكمها بسجن رشيد نيني سنة حبسا نافذا وغرامة مالية قدرها 10 آلاف درهم أي ما يعادل 880 يورو بعد سلسلة مقالات انتقد فيها مؤسسات عمومية استنادا إما إلى تقارير المجلس الأعلى للحسابات أو إلى مصادر وصفها نيني بالموثوقة ورفض الكشف عنها من باب احترام السرية المهنية كما جاء في مقال نشر بصحيفته. واعتبر الحكم انتقاميا وضربة قاسية لحرية التعبير. كما استنكرته النقابة الوطنية المغربية للصحافة واعتبرته جائرا نظرا للاستناد إلى القانون الجنائي وليس إلى قانون الصحافة رغم أن القضية قضية نشر. وقد عبرت شبكة مراسلون بلا حدود عن خيبة أملها لهذا الحكم واستغربت من إخضاع قضايا نشر للقانون الجنائي وليس لقانون الصحافة كما حثت المحكمة على إعادة النظر في قرارها. وحذر مراسلون بلا حدود في رسالة إلى وزير العدل المغربي في 20 مايو 2011 من مغبة مقاضاة نيني دون العودة إلى قانون الصحافة. وشددت أنه في حالة اتهام الصحفيين بالإساءة لحرية التعبير يجب أن تتم أي الملاحقة القانونية وفقا لأحكام قانون الصحافة فقط، وينبغي ألا يكون هناك أي عقاب خارج عن هذا الإطار.

## تأسيس جريدة الأخبار
في يوم السبت 28 أبريل 2012 تم إطلاق سراح رشيد نيني بعدما قضى حكما بسنة سجن نافذة بسجن عكاشة بالدارالبيضاء بتهمة «تحقير مقرر قضائي ومحاولة التأثير على القضاء، والتبليغ بوقائع إجرامية غير صحيحة».نيني يعانق الحرية اليوم السبت وحفل استقبال أمام السجن نسخة محفوظة 30 أبريل 2012 على موقع واي باك مشين. ناظور ماب، تاريخ الولوج 28 أبريل 2012 رشيد نيني يعانق الحرية يوم السبت بعد سنة سجن  هسبريس، تاريخ النشر 28 أبريل 2012
بعد خروجه نشر على صدر الصفحة الأولى من يومية «المساء» في عددها للإثنين 28 ماي 2012، مقال مطولا ومعنون ب«استراحة محارب»، شرح فيها الظروف التي أجبرته على الاستقالة من إدارة نشر «المساء»، «تفاديا لاحتمال إغلاقها بحكم وجود مدير نشرها قيد الاعتقال».
وبعد أيام قليلة أصدر أول عدد من جريدة الأخبار وصارت محتلة للمرتبة الأولى في عدد الصحف الأكثر مبيعا في المغرب، بعد أن تخلى عن ملكية جريدة المساء.

## شوف تشوف
يعد العمود «شوف تشوف» العمود اليومي على الصفحة الأخيرة من جريدة الأخبار يقوم بكتابته رشيد نيني، وتتضمن المقالة مستجدات الحقل السياسي بالمغرب وأيضا انتقادات شبه يومية للمسؤولين الحكوميين والعسكريين المغاربة مما جعل صاحبها يتعرض للاعتقال عدة مرات المغرب يَسْجُن مدير “المساء” رشيد نيني الدولية، تاريخ النشر 16 نونبر 2009 وكيل الملك يودع رشيد نيني السجن والقرار يفاجئ هيئة الدفاع المساء، تاريخ النشر 5 يناير 2011، جدير بالذكر أن المقالة بالإضافة إلى صياغتها باللغة العربية الفصحى فهي تضم أيضا مصطلحات بالدارجة المغربية أو العامية.

## وصلات خارجية
- الموقع الرسمي لجريدة الأخبار .
- عن موقع لكم: نيني يصدر 'الأخبار' بشعار 'الهدهد' يوم 17 نوفمبر
- أخبار رشيد نيني على الجزيرة